# Zamīn Shāh
Zamīn Shāh (persiska: Zamīn Shāhī, زمين شاه, زمين شاهی) är en ort i Iran.   Den ligger i provinsen Golestan, i den norra delen av landet, 400 km öster om huvudstaden Teheran. Zamīn Shāh ligger 1 344 meter över havet och antalet invånare är 260.
Terrängen runt Zamīn Shāh är huvudsakligen kuperad, men österut är den bergig. Runt Zamīn Shāh är det ganska glesbefolkat, med 48 invånare per kvadratkilometer. Närmaste större samhälle är Darjan, 12,6 km nordost om Zamīn Shāh. Trakten runt Zamīn Shāh består till största delen av jordbruksmark.